# Burbank Challenger 2000
Il Burbank Challenger 2000 è stato un torneo di tennis facente parte della categoria ATP Challenger Series nell'ambito dell'ATP Challenger Series 2000. Il torneo si è giocato a Burbank negli Stati Uniti dal 6 al 12 novembre 2000 su campi in cemento.

## Vincitori

### Singolare
Andy Roddick ha battuto in finale  Kevin Kim con il punteggio di 6–1, 6–2

### Doppio
Mark Merklein /  Mitch Sprengelmeyer hanno battuto in finale  Bob Bryan /  Mike Bryan con il punteggio di 7–65, 7–5